# Agrostis eliasii
Agrostis eliasii é uma espécie de gramínea do gênero Agrostis, pertencente à família Poaceae.